# ژولیا دوکورنو
ژولیا دوکورنو (فرانسوی: Julia Ducournau‎؛ زادهٔ ۱۸ نوامبر ۱۹۸۳) کارگردان فیلم، فیلم‌نامه‌نویس اهل فرانسه است. وی از سال ۲۰۱۱ میلادی تاکنون مشغول فعالیت بوده است. او برای فیلم تیتان برنده نخل طلای هفتاد و چهارمین دوره جشنواره فیلم کن شد؛ او برای همین فیلم در جوایز بفتا ۲۰۲۲ نامزد دریافت جایزه بهترین کارگردانی شد.

## فیلم‌شناسی
| سال  | عنوان            | به عنوان | به عنوان     |
| سال  | عنوان            | کارگردان | فیلم‌نامه‌نویس |
| ---- | ---------------- | -------- | ------------ |
| ۲۰۱۱ | Junior           | آری      | آری          |
| ۲۰۱۲ | Mange            | آری      | آری          |
| ۲۰۱۵ | The Wakhan Front | نه       | آری          |
| ۲۰۱۶ | خام              | آری      | آری          |
| ۲۰۱۶ | A Taste Of Ink   | نه       | آری          |
| ۲۰۲۱ | تیتان            | آری      | آری          |